# Athenatempel von Priene

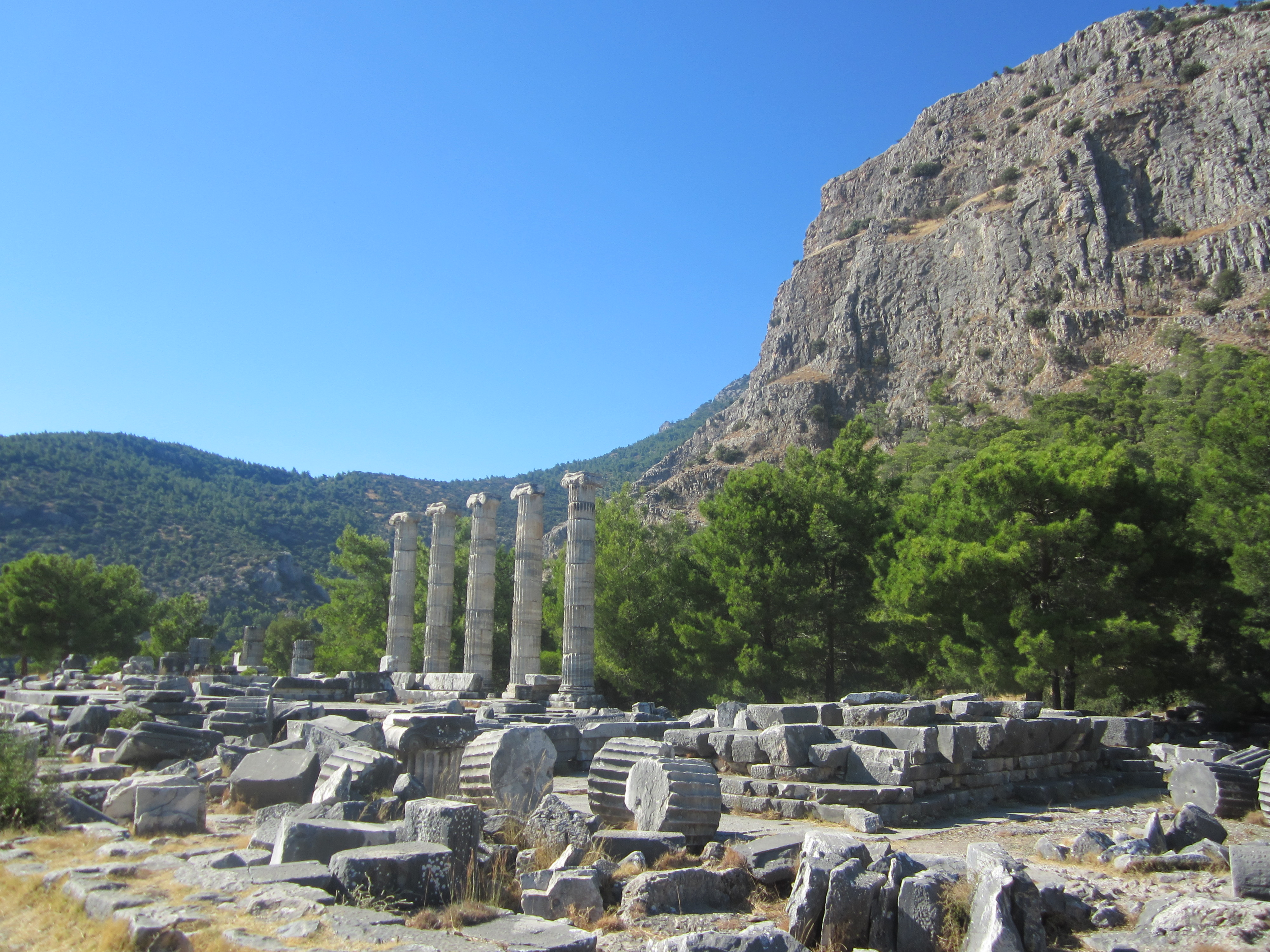
Athenatempel von Priene

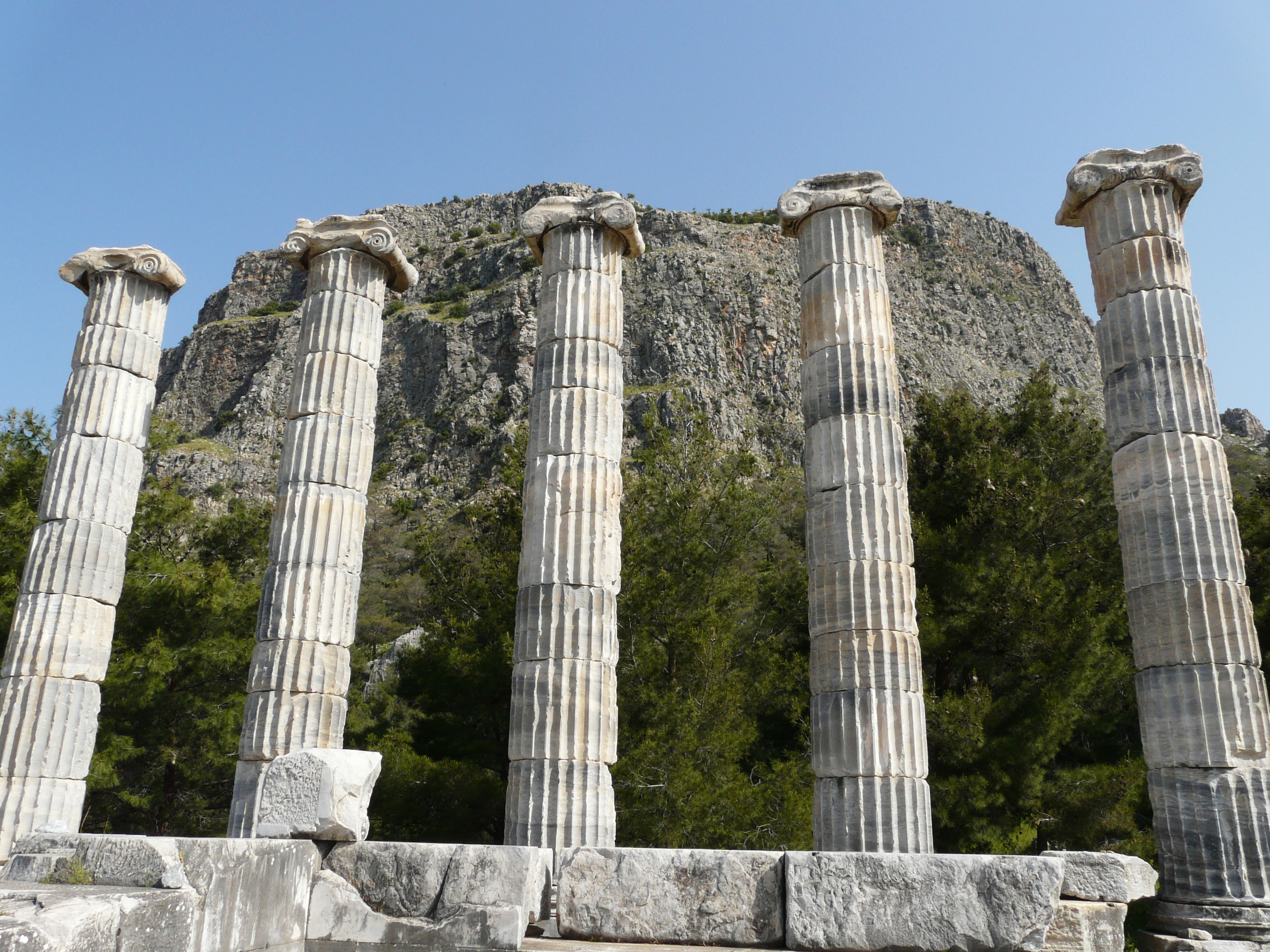
Säulen des Tempels

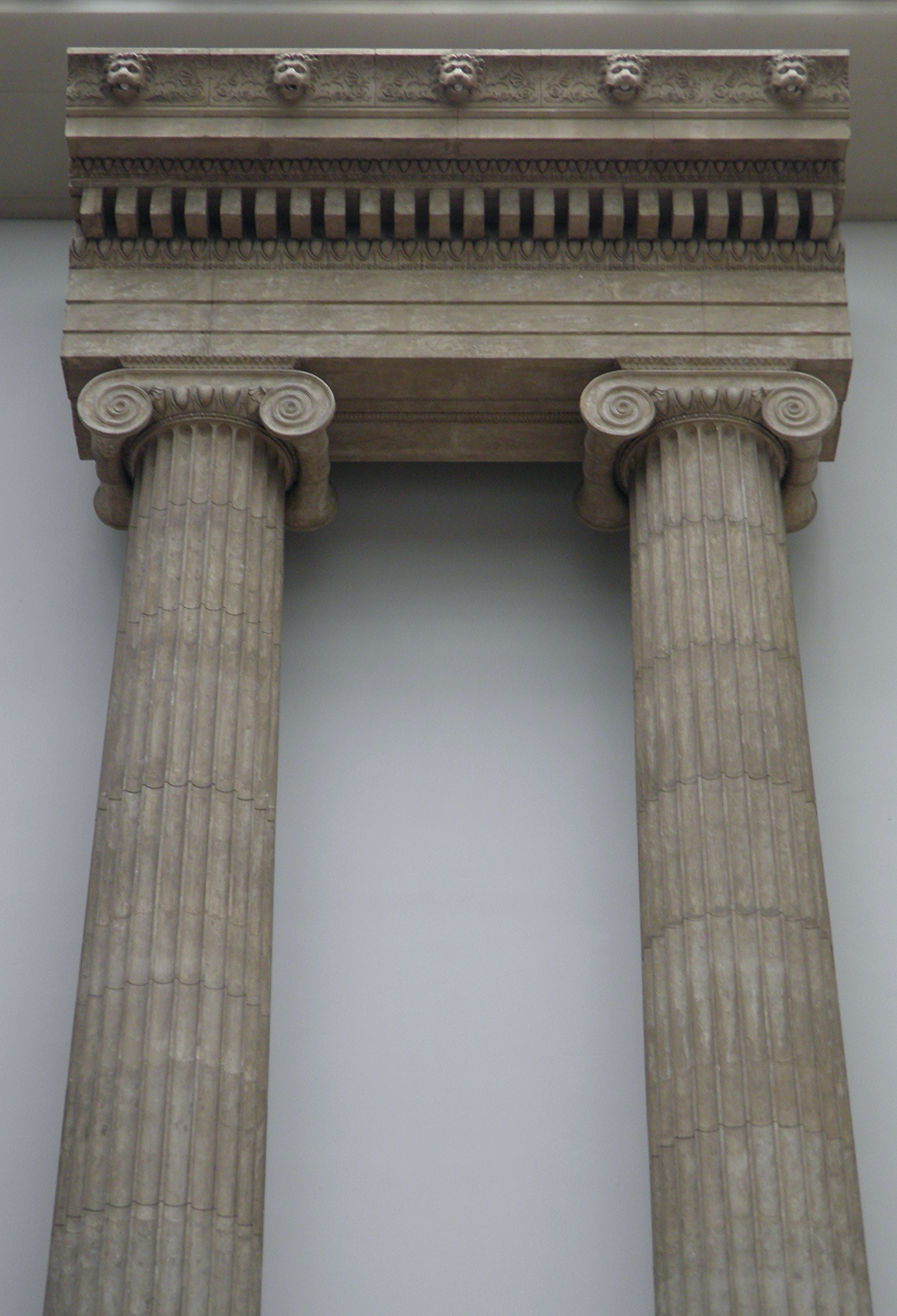
Gebälk des Tempels (Berlin, Pergamonmuseum)

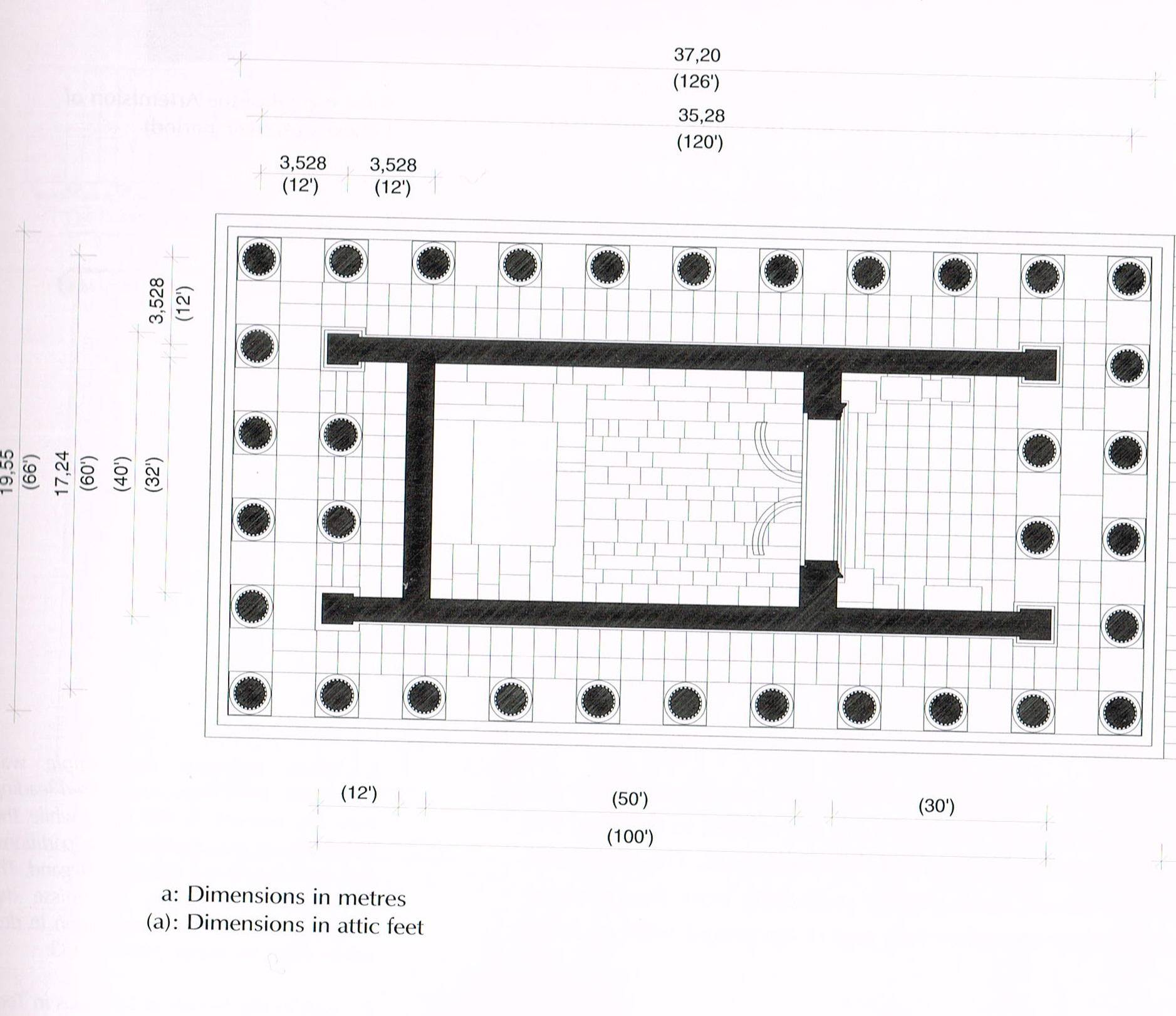
Grundrißschema des Athenatempels

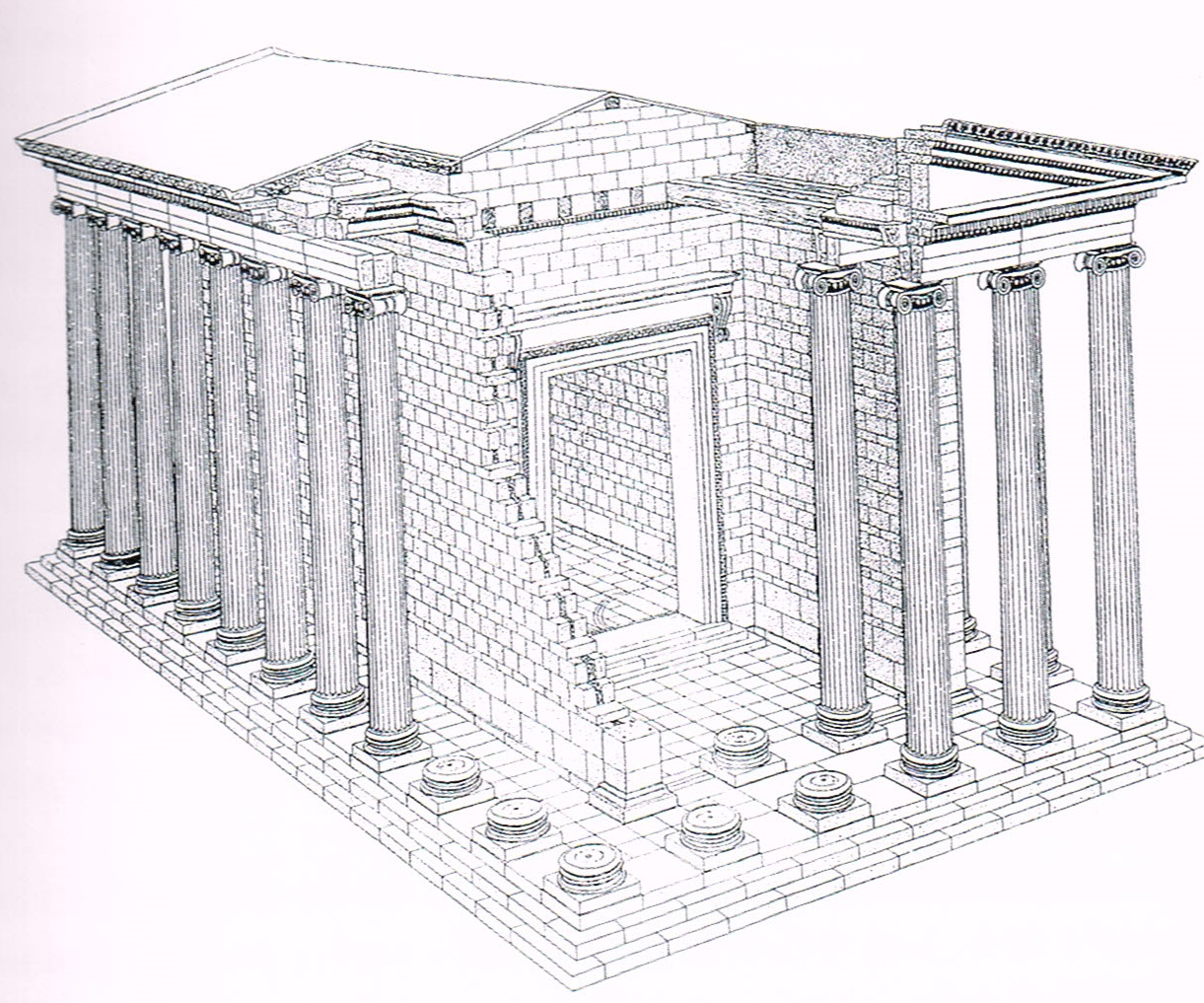
Rekonstruktion des Athenatempels durch Hans Schleif (1931)

Der Athenatempel von Priene war der Haupttempel der antiken Stadt Priene, welcher der Athena Polias geweiht war. Es handelt sich um den ersten monumentalen Peripteros Ioniens.

## Geschichte
Der Tempel wurde um 350/340 v. Chr. begonnen. Vitruv erwähnt den Tempel und seinen Architekten Pytheos, der auch das Mausoleum von Halikarnassos errichtete. Demnach verfasste Pytheos ein Buch über den Tempel. Eine Weihinschrift auf der Nordost-Ante, wohl aus dem Jahr 334 v. Chr., belegt den Besuch Alexanders des Großen. Es ist unsicher, wann der Bau genau fertiggestellt wurde, meist wird die Mitte des 2. Jahrhunderts v. Chr. vermutet. Von König Orophernes Nikephoros von Kappadokien (158/157 v. Chr.) stammen Münzen, die unter der Basis für das Kultbild gefunden wurden. Möglicherweise hatte er ein neues Kultbild gestiftet.
Unter Kaiser Augustus wurde der Tempel für den Kaiserkult genutzt. Eine Architrav-Inschrift nennt Kaiser Augustus und Athena Polias. Der Opisthodom wurde wahrscheinlich in dieser Zeit zu einem geschlossenen Raum umgewandelt, vielleicht um den Tempelschatz aufzunehmen.

## Beschreibung
Der Tempel erhob sich innerhalb des rechteckigen Athenaheiligtums der Stadt. Er stand auf dem gewachsenen Felsen, nur an der Südseite gibt es mächtige Fundamente, die die Unebenheiten des Geländes ausglichen. Der aus lokalem Stein errichtete Tempel war ein ionischer Peripteros von 6 × 11 Säulen und mit hoher Genauigkeit Ost–West orientiert. Der Bau maß 19,53 × 37,17 m. Die Cella war 100 Fuß lang. Die Höhe der Säulen ist nur zu rekonstruieren und betrug zwischen 11,62 m und 12,93 m. Der Tempel bestand aus Pronaos, Cella und Opisthodom. Seine Säulen standen auf ionischen Basen. Die bis ins 18. Jahrhundert noch weitgehend erhaltenen Wände des Tempels sind heute bis auf wenige Reste zerstört. Das Gebälk wies einen Zahnschnitt zwischen zwei Reihen von Eierstäben auf, denen eine Reihe von Löwenkopf-Wasserspeiern als oberer Abschluss folgte. Wahrscheinlich waren im Innern des Tempels Reliefs mit der Darstellung einer Gigantomachie und von Amazonen angebracht.
Östlich des Tempels stand ein Altar, dessen Äußeres durch Pilaster ionischer Ordnung und Frauenskulpturen in den Zwischenflächen gegliedert war. Ganz im Osten des Heiligtums öffnete ein nur schlecht erhaltener Torbau, dessen Achse genau auf die Straße zur Stadt ausgerichtet war und der die Breite der Straße aufnahm, den Zugang zum Heiligtum.

## Erforschung
Der Tempel wurde schon 1765 von Richard Chandler und Nicholas Revett bei ihrer Kleinasien-Expedition entdeckt und zum Teil gezeichnet und beschrieben. Erste systematische Grabungen führte Richard Popplewell Pullan 1868–1869 durch, der auch einen Teil seiner Grabungen publizierte. Einige Funde vom Tempel gelangten daraufhin in das British Museum in London. Die Stadt Priene und der Tempel wurden ab 1895 zunächst unter Carl Humann und nach dessen Tod unter Theodor Wiegand und Hans Schrader bis 1898 erforscht und 1904 publiziert, dadurch gelangten weitere Funde und Bauteile in das Pergamonmuseum in Berlin. Nachuntersuchungen führte das Deutsche Archäologische Institut Istanbul unter Wolf Koenigs ab 1998 durch.